# Ischnura abyssinica
Ischnura abyssinica är en trollsländeart som beskrevs av Martin 1907. Ischnura abyssinica ingår i släktet Ischnura och familjen dammflicksländor. IUCN kategoriserar arten globalt som sårbar. Inga underarter finns listade i Catalogue of Life.